# بهمن میرزا
بهمن میرزا (۱۲۲۵ ه ق تهران – ۱۳۰۱ ه ق شوشی)، شاهزاده قاجار، ادیب و نویسنده بود.

«بعضی پسرهای نواب بهمن میرزا که در قره‌باغ حاضر بودند»، ۱۸۶۹ میلادی

## زندگی
او برادر تنی محمدشاه و پسر چهارم عباس میرزا بود. بهمن میرزا در ۱۲۵۷ هـ ق پس از درگذشت برادرش قهرمان میرزا حاکم آذربایجان شد. در ۱۲۶۲ هـ ق پس از شدت گرفتن بیماری محمدشاه، آصف‌الدوله، دائی شاه، سر به شورش برداشت. او قصد داشت پس از گرفتن تهران، بهمن میرزا را به جای برادرش به تخت بنشاند. حاجی میرزا آقاسی، صدراعظم محمدشاه، پس از آگاهی از نقشه آصف الدوله، خسروخان گرجی را برای سرکوب رضاقلی خان، که در کردستان سر به شورش برداشته بود، به آن سو فرستاد. بهمن میرزا که از یورش خسروخان به آذربایجان در هراس بود، برای دیدار صدراعظم راهی راهی تهران شد. در تهران حاجی میرزاآقاسی او را به حضور نپذیرفت و بهمن میرزا ناگزیر به حضور شاه رفت. هر چند شاه او را امان داد اما رفتار غیر دوستانه وی موجب شد که بهمن میرزا برای نجات جان خویش، به سفارت روسیه پناه ببرد. او چندی بعد، همراه خانواده اش به تفلیس و بعد از سه سال به شوشی رفت و تا پایان عمر در حمایت روسیه تزاری زیست. در نخستین سال‌های سلطنت ناصرالدین شاه، روسیه تلاش کرد بهمن میرزا را به جای ناصرالدین شاه به تخت بنشاند، که فرجامی نیافت. بهمن میرزا در ۱۳۰۱ هـ ق در شوشی درگذشت.

مهر بهمن میرزا با سجع «یگانه گوهر دریای خسروی بهمن»

بهمن میرزا مردی دانشمند و دانش پرور بود. به دستور او ملا عبداللطیف طسوجی کتاب هزار و یک شب را به فارسی برگرداند. او همچنین کتابخانه‌ای ارزنده داشت و خود کتابی به نام تذکره محمدشاهی تألیف کرده بود.

## فرزندان
فرزندان بهمن میرزا طبق اطلاعات ویکی پدیای روسی به شرح زیر است:
| ردیف   | نام                         | تولد       | مرگ         | نام مادر           | یادداشت                                                                          |
| پسران  | پسران                       | پسران      | پسران       | پسران              | پسران                                                                            |
| ------ | --------------------------- | ---------- | ----------- | ------------------ | -------------------------------------------------------------------------------- |
| ۱      | انوشیروان میرزای ضیاءالدوله | ۱۸۳۲ تبریز | ۱۸۹۹ شوشی   | ملک سلطان خانم     | مادرش دختر محمد تقی میرزا بود.                                                   |
| ۲      | جلال الدین میرزا            | ۱۸۳۳-۱۸۳۶  | ۱۸۸۷ ایران  | ملک سلطان خانم     | این شاهزاده کر و لال بود به همین خاطر مثل بقیه برادرانش به نیروی نظامی ملحق نشد. |
| ۳      | محمد علی میرزا              |            |             |                    |                                                                                  |
| ۴      | رضا قلی میرزا               | ۱۸۳۷       | ۱۸۹۴ شوشی   | ملک سلطان خانم     |                                                                                  |
|        | داراب میرزا                 |            |             |                    |                                                                                  |
| ۵      | شاهرخ میرزا                 | ۱۸۴۳       | ۱۹۱۵ جبرئیل | شاهزاده خانم       |                                                                                  |
| ۶      | خانباباخان میرزا            | ۱۸۴۸       | ۱۹۲۶ تفلیس  | ملک جهان خانم      |                                                                                  |
| ۷      | عبدالصمد میرزا              | ۱۸۵۱       | ۱۹۲۴ شوشی   | مروارید خانم تالشی |                                                                                  |
| ۸      | امیر کاظم میرزا             | ۱۸۵۳ شوشی  | ۱۹۲۰ گنجه   | مروارید خانم تالشی |                                                                                  |
| ۹      | امیرخان میرزا               |            | ایران       | مروارید خانم       |                                                                                  |
| ۱۰     | علیقلی میرزا                | ۱۸۵۴ شوشی  | ۱۹۰۵ چیتا   | کوچک خانم          |                                                                                  |
|        | خسرو میرزا                  |            |             |                    |                                                                                  |
| ۱۱     | خان جهان میرزا              |            | بردع        | کوچک خانم          |                                                                                  |
| ۱۲     | اماموردی میرزا              |            | ایران       | کوچک خانم          |                                                                                  |
| ۱۳     | کیقباد میرزا                | ۱۸۷۰       | ۱۹۲۳ شوشی   | کوچک خانم          |                                                                                  |
| ۱۴     | اردشیر میرزا                | ۱۸۷۵       | ۱۳۱۷ قمری   | کوچک خانم          | ملقب به ضیاءالدوله. در ۱۷ جمادی‌الثانی ۱۳۱۷ در تهران براثر سکته درگذشت.           |
| ۱۵     | بهاءالدین میرزا             | ۱۸۵۵       |             | کواد خانم          |                                                                                  |
| ۱۶     | سیف الله میرزا              | ۱۸۶۴ تفلیس | ۱۹۲۶ باکو   | گوهر خانم          |                                                                                  |
| ۱۷     | امان الله میرزا             | ۱۸۶۲       | ۱۹۳۷ شوشی   | چیچک خانم          |                                                                                  |
| ۱۸     | غلامشاه میرزا               | ۱۸۶۷       | ۱۹۱۸ گنجه   | چیچک خانم          |                                                                                  |
| ۱۹     | شاه قلی میرزا               | ۱۸۷۱       |             | چیچک خانم          |                                                                                  |
| ۲۰     | محمود قلی میرزا             | ۱۸۷۲       | ۱۹۲۰        | چیچک خانم          |                                                                                  |
| ۲۱     | الله وردی میرزا             |            |             | آفرین خانم         |                                                                                  |
| ۲۲     | سیف الملک میرزا             | ۱۸۶۹+      |             | آفرین خانم         |                                                                                  |
| ۲۳     | قفلان میرزا                 | ۱۸۵۱ تفلیس |             |                    |                                                                                  |
| ۲۴     | عزیزخان میرزا               |            |             |                    |                                                                                  |
| ۲۵     | محمود میرزا                 | ۱۸۵۳ شوشی  |             |                    |                                                                                  |
| ۲۶     | حیدر قلی میرزا              | ۱۸۵۵       | ۱۹۱۸        |                    |                                                                                  |
| ۲۷     | نصرالله میرزا               | ۱۸۴۶       |             |                    |                                                                                  |
| ۲۸     | محمد علی میرزا              | ۱۸۴۹       |             |                    |                                                                                  |
| ۲۹     | ایلخانی میرزا               | ۱۸۵۸       | ۱۹۰۱        |                    |                                                                                  |
| ۳۰     | همایون میرزا                | ۱۸۶۰       |             |                    |                                                                                  |
| ۳۱     | خان عالم میرزا              |            |             |                    |                                                                                  |
| ۳۲     | حسینقلی میرزا               | 1836       | 1911        |                    | همسرشون دختر سردار شیروانی ،بتول شیروانی بود                                     |
| ۳۳     | ذوالفقار میرزا              | ۱۸۹۱       | ۱۹۵۸        |                    | همسرشون مهرماه معزی ، دختر فضل اله میرزا                                         |
| ۳۴     | علی اکبر                    |            |             |                    |                                                                                  |
| ۳۵     | خدابخش                      |            |             |                    |                                                                                  |
| ۳۶     | اعتبارالدوله                |            |             |                    |                                                                                  |
| دختران |                             |            |             |                    |                                                                                  |
| ۱      | نام نامعلوم                 |            | ۱۸۵۳ تبریز  | ملک سلطان خانم     |                                                                                  |
| ۲      | رخشنده سلطان خانم           |            |             | شاهزاده خانم       |                                                                                  |
| ۳      | خانزاده خانم                |            | ۱۸۹۵        | مروارید خانم تالشی |                                                                                  |
| ۴      | خورشید خانم                 |            |             | مروارید خانم تالشی |                                                                                  |
| ۵      | زری خانم                    | ۱۸۶۴ شوشی  | ۱۹۴۳ باکو   | مروارید خانم تالشی |                                                                                  |
| ۶      | عباس خانم                   | ۱۸۶۸ شوشی  | ۱۹۴۸ باکو   | مروارید خانم تالشی |                                                                                  |
| ۷      | بهجت خانم                   |            |             | کوچک خانم          |                                                                                  |
| ۸      | فیروزه خانم اغوربیگوا       |            |             | کوچک خانم          |                                                                                  |
| ۹      | منظر خانم                   |            |             | کوچک خانم          |                                                                                  |
| ۱۰     | نورالعین خانم               |            |             | کوچک خانم          |                                                                                  |
| ۱۱     | اشرف خانم                   |            |             | کوچک خانم          |                                                                                  |
| ۱۲     | نورجهان خانم                | ۱۸۶۸ شوشی  | ۱۹۵۵ باکو   | چیچک خانم          |                                                                                  |
| ۱۳     | تورال خانم                  | ۱۸۸۰ تبریز |             | آفرین خانم         |                                                                                  |
| ۱۴     | آذری همایون زیادخانوا       |            |             |                    |                                                                                  |
| ۱۵     | تاج الملوک خانم             | ۱۸۴۷       |             |                    |                                                                                  |
| ۱۶     | صبیه خانم                   |            |             |                    |                                                                                  |
| ۱۷     | نواب آقا خانم               |            |             |                    |                                                                                  |
| ۱۸     | توران خانم                  |            |             |                    |                                                                                  |
| ۱۹     | ملک آفاق خانم               |            |             |                    |                                                                                  |
| ۲۰     | مریم خانم                   |            |             |                    |                                                                                  |
| ۲۱     | سلطنت خانم                  |            |             |                    |                                                                                  |
| ۲۲     | فخرالسلطان خانم             |            |             |                    |                                                                                  |
| ۲۳     | شاهزاده خانم                |            |             |                    |                                                                                  |
| ۲۴     | لقاالملوک                   |            |             |                    |                                                                                  |